# Втора филипинска република
Втората филипинска република е държава в Югоизточна Азия, съществувала през 1943 – 1945 година.
Тя е марионетна държава, създадена от Япония в окупираните от нея през 1942 година Филипини. Първоначално с японска помощ Втората филипинска република контролира територията на страната, докато съществувалата до Втората световна война Общност на Филипините поддържа свое, подкрепяно от Съединените щати, правителство в изгнание. След началото на Филипинската операция през 1944 година Втората република губи все по-голяма част от територията, прекратявайки съществуването си с Капитулацията на Япония на 17 август 1943 година.